# فهرست قسمت‌های فرار از زندان
فرار از زندان یک مجموعه تلویزیونی درام آمریکایی است؛ که از شبکه فاکس پخش شد.فصل پنجم این سریال در ۳۰ مه ۲۰۱۷ به پایان رسید. این سریال حول محور دو برادر می چرخد: مایکل اسکافیلد (ونتورث میلر) و لینکلن باروز (دامینیک پرسل). در فصل اول ، لینکلن به خاطر جنایتی که مرتکب نشده به اعدام محکوم می‌شود و مایکل عمدا خود را زندانی می‌کند تا به او کمک کند تا از زندان فرار کند. فصل دوم بر تعقیب فراریان از زندان تمرکز دارد، فصل سوم حول محور فرار مایکل از زندان پاناما، فصل چهارم توطئه جنایتکارانه‌ای که لینکلن را زندانی کرد، و فصل پنجم بر بیرون کردن مایکل از زندانی در یمن تمرکز دارد. و کشف توطئه ای که مایکل را مجبور کرد مرگ خود را جعل کند و هویت خود را تغییر دهد..

## نمای کلی سريال
| فصل             | قسمت‌ها          | قسمت‌ها          | تاریخ اصلی روی آنتن رفتن | تاریخ اصلی روی آنتن رفتن |
| فصل             | قسمت‌ها          | قسمت‌ها          | اولین بار                | آخرین بار                |
| --------------- | --------------- | --------------- | ------------------------ | ------------------------ |
| ۱               | ۲۲              | ۲۲              | ۲۹ اوت ۲۰۰۵              | ۱۵ مه ۲۰۰۶               |
| ۲               | ۲۲              | ۲۲              | ۲۱ اوت ۲۰۰۶              | ۲ آوریل ۲۰۰۷             |
| ۳               | ۱۳              | ۱۳              | ۱۷ سپتامبر ۲۰۰۷          | ۱۸ فوریه ۲۰۰۸            |
| ۴               | ۲۲              | ۲۲              | ۱ سپتامبر ۲۰۰۸           | ۱۵ مه ۲۰۰۹               |
| The Final Break | The Final Break | The Final Break | ۲۷ مه ۲۰۰۹               | ۲۷ مه ۲۰۰۹               |
| ۵               | ۹               | ۹               | ۴ آوریل ۲۰۱۷             | ۳۰ مه ۲۰۱۷               |

## قسمت‌ها

### فصل ۱ (۲۰۰۵–۰۶)
{{نوشتار فصل ۱ قسمت۳
اصلی|فرار از زندان (فصل ۱)}}
| شم. کلی | شم. در فصل | عنوان                        | کارگردان             | نویسنده                                            | تاریخ انتشار اصلی | کد تولید | آمریکا تعداد بیننده (میلیون) |
| ------- | ---------- | ---------------------------- | -------------------- | -------------------------------------------------- | ----------------- | -------- | ---------------------------- |
| ۱       | ۱          | «سربرنامه»                   | برت رتنر             | پل شیورینگ                                         | ۲۹ اوت ۲۰۰۵       | 1AKJ79   | ۱۰٫۵۱                        |
| ۲       | ۲          | «آلن»                        | مایکل واتکینس        | پل شیورینگ                                         | ۲۹ اوت ۲۰۰۵       | 1AKJ01   | ۱۰٫۵۱                        |
| ۳       | ۳          | «آزمایش سلول»                | برد ترنر             | مایکل پاون                                         | ۵ سپتامبر ۲۰۰۵    | 1AKJ02   | ۸٫۴۹                         |
| ۴       | ۴          | «زهر فریبنده»                | مت ارل بیسلی         | مت اولمستد                                         | ۱۲ سپتامبر ۲۰۰۵   | 1AKJ03   | ۹٫۱۵                         |
| ۵       | ۵          | «انگلیش، فیتز یا پرسی»       | رندال زیسک           | زاک استرین                                         | ۱۹ سپتامبر ۲۰۰۵   | 1AKJ04   | ۷٫۹۶                         |
| ۶       | ۶          | «شورش، دریل و شیطان (بخش ۱)» | رابرت مندل           | نیک سانتورا                                        | ۲۶ سپتامبر ۲۰۰۵   | 1AKJ05   | ۸٫۵۵                         |
| ۷       | ۷          | «شورش، دریل و شیطان (بخش ۲)» | ورن گیلوم            | کارین یوشر                                         | ۳ اکتبر ۲۰۰۵      | 1AKJ06   | ۹٫۴۸                         |
| ۸       | ۸          | «رئیس قدیمی»                 | جیس الکساندر         | مونیکا ماکر                                        | ۲۴ اکتبر ۲۰۰۵     | 1AKJ07   | ۱۰٫۱۲                        |
| ۹       | ۹          | «توئینر»                     | مت ارل بیسلی         | پل شیورینگ                                         | ۳۱ اکتبر ۲۰۰۵     | 1AKJ08   | ۹٫۰۱                         |
| ۱۰      | ۱۰         | «تردستی»                     | دوایت اچ لیتل        | نیک سانتورا                                        | ۷ نوامبر ۲۰۰۵     | 1AKJ09   | ۸٫۰۶                         |
| ۱۱      | ۱۱         | «و بعد ۷ نفر بودند»          | ژسوس سالوادور تروینو | زاک استرین                                         | ۱۴ نوامبر ۲۰۰۵    | 1AKJ10   | ۹٫۵۸                         |
| ۱۲      | ۱۲         | «مرد حذف شده»                | بابی راث             | کارین یوشر                                         | ۲۱ نوامبر ۲۰۰۵    | 1AKJ11   | ۱۰٫۰۸                        |
| ۱۳      | ۱۳         | «انتهای تونل»                | سانفورد بوکستیور     | پل شیورینگ                                         | ۲۸ نوامبر ۲۰۰۵    | 1AKJ12   | ۱۲٫۱۸                        |
| ۱۴      | ۱۴         | «موش»                        | کوین هوکس            | مت اولمستد                                         | ۲۰ مارس ۲۰۰۶      | 1AKJ13   | ۹٫۲۸                         |
| ۱۵      | ۱۵         | «توسط پوست و دندان»          | Fred Gerber          | نیک سانتورا                                        | ۲۷ مارس ۲۰۰۶      | 1AKJ14   | ۱۰٫۰۷                        |
| ۱۶      | ۱۶         | «نگهبان برادر»               | گرگ یایتانز          | زاک استرین                                         | ۳ آوریل ۲۰۰۶      | 1AKJ15   | ۸٫۱۰                         |
| ۱۷      | ۱۷         | «جی-کت»                      | گای فرلند            | کارین یوشر                                         | ۱۰ آوریل ۲۰۰۶     | 1AKJ16   | ۸٫۱۲                         |
| ۱۸      | ۱۸         | «بلوف»                       | جیس الکساندر         | نیک سانتورا و کارین یوشر                           | ۱۷ آوریل ۲۰۰۶     | 1AKJ17   | ۸٫۱۸                         |
| ۱۹      | ۱۹         | «کلید»                       | سرخیو میسیکا-گزان    | داستان = پل شیورینگ توسط = زاک استرین و مت اولمستد | ۲۴ آوریل ۲۰۰۶     | 1AKJ18   | ۸٫۶۳                         |
| ۲۰      | ۲۰         | «امشب»                       | بابی راث             | زاک استرین                                         | ۱ مه ۲۰۰۶         | 1AKJ19   | ۸٫۵۴                         |
| ۲۱      | ۲۱         | «برو»                        | دین وایت             | مت اولمستد                                         | ۸ مه ۲۰۰۶         | 1AKJ20   | ۹٫۱۳                         |
| ۲۲      | ۲۲         | «پرواز»                      | کوین هوکس            | پل شیورینگ                                         | ۱۵ مه ۲۰۰۶        | 1AKJ21   | ۱۰٫۲۴                        |

### فصل ۲ (۲۰۰۶–۰۷)
| شم. کلی | شم. در فصل | عنوان           | کارگردان          | نویسنده                  | تاریخ انتشار اصلی | کد تولید | آمریکا تعداد بیننده (میلیون) |
| ------- | ---------- | --------------- | ----------------- | ------------------------ | ----------------- | -------- | ---------------------------- |
| ۲۳      | ۱          | «شکار تبهکار»   | کوین هوکس         | پل شیورینگ               | ۲۱ اوت ۲۰۰۶       | 2AKJ01   | ۹٫۳۷                         |
| ۲۴      | ۲          | «اوتیس»         | بابی راث          | مت اولمستد               | ۲۸ اوت ۲۰۰۶       | 2AKJ02   | ۹٫۴۴                         |
| ۲۵      | ۳          | «اسکن»          | برایان اسپیسر     | زاک استرین               | ۴ سپتامبر ۲۰۰۶    | 2AKJ03   | ۹٫۲۹                         |
| ۲۶      | ۴          | «اول ساقط»      | بابی راث          | نیک سانتورا              | ۱۱ سپتامبر ۲۰۰۶   | 2AKJ04   | ۸٫۹۶                         |
| ۲۷      | ۵          | «نقشه ۱۲۱۳»     | پیتر اوفالون      | کارین یوشر               | ۱۸ سپتامبر ۲۰۰۶   | 2AKJ05   | ۹٫۵۵                         |
| ۲۸      | ۶          | «زیربخش»        | اریک لانوویل      | مونیکا ماکر              | ۲۵ سپتامبر ۲۰۰۶   | 2AKJ06   | ۸٫۴۱                         |
| ۲۹      | ۷          | «مدفون»         | سرخیو میمیکا-گزان | ست هافمن                 | ۲ اکتبر ۲۰۰۶      | 2AKJ07   | ۸٫۹۹                         |
| ۳۰      | ۸          | «تله‌ی افتان»    | وینسنت میسیانو    | زاک استرین               | ۲۳ اکتبر ۲۰۰۶     | 2AKJ08   | ۸٫۵۳                         |
| ۳۱      | ۹          | «کشف شده»       | کوین هوکس         | نیک سانتورا              | ۳۰ اکتبر ۲۰۰۶     | 2AKJ09   | ۸٫۹۴                         |
| ۳۲      | ۱۰         | «محل قرار»      | دوایت اچ لیتل     | کارین یوشر               | ۶ نوامبر ۲۰۰۶     | 2AKJ10   | ۸٫۶۳                         |
| ۳۳      | ۱۱         | «بولشای بوز»    | گرگ یایتانز       | مونیکا ماکر و ست هافمن   | ۱۳ نوامبر ۲۰۰۶    | 2AKJ11   | ۹٫۲۱                         |
| ۳۴      | ۱۳         | «قطع ارتباط»    | کارن گاویولا      | نیک سانتورا و کارین یوشر | ۲۰ نوامبر ۲۰۰۶    | 2AKJ12   | ۹٫۶۲                         |
| ۳۵      | ۱۳         | «جعبه قتل»      | بابی راث          | زاک استرین               | ۲۷ نوامبر ۲۰۰۶    | 2AKJ13   | ۹٫۶۲                         |
| ۳۶      | ۱۴         | «جان دو»        | کوین هوکس         | مت اولمستد و نیک سانتورا | ۲۲ ژانویه ۲۰۰۷    | 2AKJ14   | ۹٫۸۶                         |
| ۳۷      | ۱۵         | «پیام»          | بابی راث          | زاک استرین و کارین یوشر  | ۲۹ ژانویه ۲۰۰۷    | 2AKJ15   | ۹٫۹۰                         |
| ۳۸      | ۱۶         | «شیکاگو»        | جسی بوچکو         | مت اولمستد و نیک سانتورا | ۵ فوریه ۲۰۰۷      | 2AKJ16   | ۱۰٫۱۲                        |
| ۳۹      | ۱۷         | «خون بد»        | نلسون مک کورمیک   | پل شیورینگ و کارین یوشر  | ۱۹ فوریه ۲۰۰۷     | 2AKJ17   | ۹٫۵۵                         |
| ۴۰      | ۱۸         | «شستشو»         | بابی راث          | نیک سانتورا              | ۲۶ فوریه ۲۰۰۷     | 2AKJ18   | ۹٫۴۲                         |
| ۴۱      | ۱۹         | «کارولین شیرین» | دوایت اچ لیتل     | کارین یوشر               | ۵ مارس ۲۰۰۷       | 2AKJ19   | ۹٫۷۲                         |
| ۴۲      | ۲۰         | «پاناما»        | وینسنت میسیانو    | زاک استرین               | ۱۹ مارس ۲۰۰۷      | 2AKJ20   | ۸٫۴۰                         |
| ۴۳      | ۲۱         | «انتهای جاده»   | بابی راث          | مت اولمستد و ست هافمن    | ۲۶ مارس ۲۰۰۷      | 2AKJ21   | ۸٫۲۴                         |
| ۴۴      | ۲۲         | «سونا»          | کوین هوکس         | پل شیورینگ               | ۲ آوریل ۲۰۰۷      | 2AKJ22   | ۸٫۱۲                         |

### فصل ۳ (۲۰۰۷–۰۸)
| شم. کلی | شم. در فصل | عنوان              | کارگردان        | نویسنده                     | تاریخ انتشار اصلی | کد تولید | آمریکا تعداد بیننده (میلیون) |
| ------- | ---------- | ------------------ | --------------- | --------------------------- | ----------------- | -------- | ---------------------------- |
| ۴۴      | ۱          | «گرایش»            | کوین هوکس       | پل شیورینگ                  | ۱۷ سپتامبر ۲۰۰۷   | 3AKJ01   | ۷٫۵۱                         |
| ۴۶      | ۲          | «آب/آتش»           | بابی راث        | مت اولمستد                  | ۲۴ سپتامبر ۲۰۰۷   | 3AKJ02   | ۷٫۴۱                         |
| ۴۷      | ۳          | «انتظار تماس»      | میلان چیلوف     | زاک استرین                  | ۱ اکتبر ۲۰۰۷      | 3AKJ03   | ۷٫۲۹                         |
| ۴۸      | ۴          | «نرده‌های خوب»      | مایک سوییتزر    | نیک سانتورا                 | ۸ اکتبر ۲۰۰۷      | 3AKJ04   | ۷٫۳۵                         |
| ۴۹      | ۵          | «دخالت»            | کارن گاویولا    | کارین یوشر                  | ۲۲ اکتبر ۲۰۰۷     | 3AKJ05   | ۷٫۴۴                         |
| ۵۰      | ۶          | «پایان عکس»        | کوین هوکس       | ست هافمن                    | ۵ نوامبر ۲۰۰۷     | 3AKJ06   | ۷٫۶۹                         |
| ۵۱      | ۷          | «بیا بریم»         | وینسنت میسیانو  | زاک استرین و کالیندا وازکز  | ۵ نوامبر ۲۰۰۷     | 3AKJ07   | ۸٫۰۰                         |
| ۵۲      | ۸          | «بزن و بسوزان»     | بابی راث        | کریستین تروکی و نیک سانتورا | ۱۲ نوامبر ۲۰۰۷    | 3AKJ08   | ۷٫۱۸                         |
| ۵۳      | ۹          | «در جعبه»          | کریگ راس جونیور | کارین یوشر                  | ۱۴ ژانویه ۲۰۰۸    | 3AKJ09   | ۷٫۸۷                         |
| ۵۴      | ۱۰         | «چرت خاکی»         | مایکل سوییتزر   | مت اولمستد و ست هافمن       | ۲۱ ژانویه ۲۰۰۸    | 3AKJ10   | ۷٫۸۱                         |
| ۵۵      | ۱۱         | «زیر و بیرون»      | گرگ یایتانز     | زاک استرین                  | ۴ فوریه ۲۰۰۸      | 3AKJ11   | ۷٫۳۵                         |
| ۵۶      | ۱۲         | «جهنم یا طغیان آب» | کوین هوکس       | نیک سانتورا                 | ۱۱ فوریه ۲۰۰۸     | 3AKJ12   | ۷٫۸۴                         |
| ۵۷      | ۱۳         | «هنر معامله»       | نلسون مک کورمیک | مت اولمستد و ست هافمن       | ۱۸ فوریه ۲۰۰۸     | 3AKJ13   | ۷٫۴۰                         |

### فصل ۴ (۲۰۰۸–۰۹)
| ۵۸ | ۱  | «سیلا»             | کوین هوکس     | مت اولمستد                                          | ۱ سپتامبر ۲۰۰۸  | 4AKJ01 | ۶٫۵۳ |
| ۵۹ | ۲  | «شکستن و وارد شدن» | بابی راث      | زاک استرین                                          | ۱ سپتامبر ۲۰۰۸  | 4AKJ02 | ۶٫۵۳ |
| ۶۰ | ۳  | «خاموش کردن»       | میلان چیلوف   | نیک سانتورا                                         | ۸ سپتامبر ۲۰۰۸  | 4AKJ03 | ۶٫۳۶ |
| ۶۱ | ۴  | «عقاب‌ها و فرشته‌ها» | مایکل سوییتزر | کارین یوشر                                          | ۱۵ سپتامبر ۲۰۰۸ | 4AKJ04 | ۵٫۷۹ |
| ۶۲ | ۵  | «گاوصندوق و صدا»   | کارن گاویولا  | ست هافمن                                            | ۲۲ سپتامبر ۲۰۰۸ | 4AKJ05 | ۵٫۸۴ |
| ۶۳ | ۶  | «منفجر کردن»       | برایان اسپیسر | کالیندا وازکز                                       | ۲۹ سپتامبر ۲۰۰۸ | 4AKJ06 | ۵٫۲۸ |
| ۶۴ | ۷  | «پنج راه سخت»      | گری ای براون  | کریستین تروکی                                       | ۶ اکتبر ۲۰۰۸    | 4AKJ07 | ۵٫۳۷ |
| ۶۵ | ۸  | «قیمت»             | بابی راث      | گراهام رولند                                        | ۲۰ اکتبر ۲۰۰۸   | 4AKJ08 | ۵٫۴۵ |
| ۶۶ | ۹  | «بزرگی حاصل شد»    | جسی بوچکو     | نیک سانتورا                                         | ۳ نوامبر ۲۰۰۸   | 4AKJ09 | ۵٫۲۳ |
| ۶۷ | ۱۰ | «افسانه»           | دوایت اچ لیتل | کارین یوشر                                          | ۱۰ نوامبر ۲۰۰۸  | 4AKJ10 | ۵٫۳۸ |
| ۶۸ | ۱۱ | «شورش آرام»        | کوین هوکس     | ست هافمن                                            | ۱۷ نوامبر ۲۰۰۸  | 4AKJ11 | ۵٫۵۲ |
| ۶۹ | ۱۲ | «از خود گذشته»     | مایکل سوییتزر | کالیندا وازکز                                       | ۲۴ نوامبر ۲۰۰۸  | 4AKJ12 | ۵٫۲۵ |
| ۷۰ | ۱۳ | «قبوله یا نه»      | بابی راث      | کریستین تروکی                                       | ۱ دسامبر ۲۰۰۸   | 4AKJ13 | ۵٫۸۴ |
| ۷۱ | ۱۴ | «فقط تجارت»        | مارک هلفریچ   | گراهام رولند                                        | ۸ دسامبر ۲۰۰۸   | 4AKJ14 | ۵٫۴۰ |
| ۷۲ | ۱۵ | «به زیر رفتن»      | کارن گاویولا  | زاک استرین                                          | ۱۵ دسامبر ۲۰۰۸  | 4AKJ15 | ۵٫۳۷ |
| ۷۳ | ۱۶ | «ایالت آفتاب»      | کوین هوکس     | مت اولمستد و نیکولا ووتون                           | ۲۲ دسامبر ۲۰۰۸  | 4AKJ16 | ۴٫۹۸ |
| ۷۴ | ۱۷ | «رگه مادری»        | جوناتان گلسنر | ست هافمن                                            | ۱۷ آوریل ۲۰۰۹   | 4AKJ17 | ۳٫۳۴ |
| ۷۵ | ۱۸ | «در مقابل»         | دوایت اچ لیتل | کریستین تروکی و کالیندا وازکز                       | ۲۴ آوریل ۲۰۰۹   | 4AKJ18 | ۳٫۰۶ |
| ۷۶ | ۱۹ | «S.O.B.»           | گری ای براون  | کارین یوشر                                          | ۱ مه ۲۰۰۹       | 4AKJ19 | ۳٫۲۰ |
| ۷۷ | ۲۰ | «کابوی‌ها و هندی‌ها» | میلان چیلوف   | نیک سانتورا                                         | ۸ مه ۲۰۰۹       | 4AKJ20 | ۲٫۹۹ |
| ۷۸ | ۲۱ | «نرخ مبادله»       | بابی راث      | زاک استرین                                          | ۱۵ مه ۲۰۰۹      | 4AKJ21 | ۳٫۳۲ |
| ۷۹ | ۲۲ | «کشتن شماره تو»    | کوین هوکس     | مت اولمستد و نیکولا ووتون                           | ۱۵ مه ۲۰۰۹      | 4AKJ22 | ۳٫۳۲ |
| '  |    |                    |               |                                                     |                 |        |      |
| ۸۰ | ۲۳ | «غل و زنجیر قدیمی» | برد ترنر      | داستان: کریستین تروکی توسط: نیک سانتورا و ست هافمن  | ۲۷ مه ۲۰۰۹ (UK) | 4AKJ23 | ن/م  |
| ۸۱ | ۲۴ | «آزاد»             | کوین هوکس     | داستان: کالیندا وازکز توسط: زاک استرین و کارین یوشر | ۲۷ مه ۲۰۰۹ (UK) | 4AKJ24 | ن/م  |

### فصل ۵ (۲۰۱۷)
| شم. کلی | شم. در فصل | عنوان             | کارگردان       | نویسنده                    | تاریخ انتشار اصلی | کد تولید | آمریکا تعداد بیننده (میلیون) |
| ------- | ---------- | ----------------- | -------------- | -------------------------- | ----------------- | -------- | ---------------------------- |
| ۸۲      | ۱          | «اوگاجیا»         | نلسون مک‌کورمیک | پل شیورینگ                 | ۴ آوریل ۲۰۱۷      | 1AZM01   | ۳٫۸۳                         |
| ۸۳      | ۲          | «کنیل اوتیس»      | مایا ورویلو    | پل شیورینگ                 | ۱۱ آوریل ۲۰۱۷     | 1AZM02   | ۳٫۱۸                         |
| ۸۴      | ۳          | «دروغگو»          | مایا ورویلو    | جاش گلدین و راشل آبرامویتز | ۱۸ آوریل ۲۰۱۷     | 1AZM03   | ۲٫۴۴                         |
| ۸۵      | ۴          | «معضل زندانی»     | گای فرلند      | مایکل هوروویتس             | ۲۵ آوریل ۲۰۱۷     | 1AZM04   | ۲٫۷۵                         |
| ۸۶      | ۵          | «احتمال»          | گای فرلند      | وون ویلمت                  | ۲ مه ۲۰۱۷         | 1AZM05   | ۲٫۳۵                         |
| ۸۷      | ۶          | «فیشا»            | کوین تنچرون    | مایکل هوروویتس             | ۹ مه ۲۰۱۷         | 1AZM06   | ۲٫۳۷                         |
| ۸۸      | ۷          | «دریای شراب تیره» | کوین تنچرون    | وون ویلمت                  | ۱۶ مه ۲۰۱۷        | 1AZM07   | ۲٫۴۱                         |
| ۸۹      | ۸          | «خاندان»          | نلسون مک‌کورمیک | مایکل هوروویتس             | ۲۳ مه ۲۰۱۷        | 1AZM08   | ۱٫۹۰                         |
| ۹۰      | ۹          | «پشت چشم‌ها»       | نلسون مک‌کورمیک | پل شیورینگ                 | ۳۰ مه ۲۰۱۷        | 1AZM09   | ۲٫۳۰                         |

## رتبه‌ بندی‌ها
| فصل | فصل | شمارهٔ قسمت | شمارهٔ قسمت | شمارهٔ قسمت | شمارهٔ قسمت | شمارهٔ قسمت | شمارهٔ قسمت | شمارهٔ قسمت | شمارهٔ قسمت | شمارهٔ قسمت | شمارهٔ قسمت | شمارهٔ قسمت | شمارهٔ قسمت | شمارهٔ قسمت | شمارهٔ قسمت | شمارهٔ قسمت | شمارهٔ قسمت | شمارهٔ قسمت | شمارهٔ قسمت | شمارهٔ قسمت | شمارهٔ قسمت | شمارهٔ قسمت | شمارهٔ قسمت |
| فصل | فصل | ۱          | ۲          | ۳          | ۴          | ۵          | ۶          | ۷          | ۸          | ۹          | ۱۰         | ۱۱         | ۱۲         | ۱۳         | ۱۴         | ۱۵         | ۱۶         | ۱۷         | ۱۸         | ۱۹         | ۲۰         | ۲۱         | ۲۲         |
| --- | --- | ---------- | ---------- | ---------- | ---------- | ---------- | ---------- | ---------- | ---------- | ---------- | ---------- | ---------- | ---------- | ---------- | ---------- | ---------- | ---------- | ---------- | ---------- | ---------- | ---------- | ---------- | ---------- |
|     | ۱   | ۱۰٫۵۱      | ۱۰٫۵۱      | ۸٫۴۹       | ۹٫۱۵       | ۷٫۹۶       | ۸٫۵۵       | ۹٫۴۸       | ۱۰٫۱۲      | ۹٫۰۱       | ۸٫۰۶       | ۹٫۵۸       | ۱۰٫۰۸      | ۱۲٫۱۸      | ۹٫۲۸       | ۱۰٫۰۷      | ۸٫۱۰       | ۸٫۱۲       | ۸٫۱۸       | ۸٫۶۳       | ۸٫۵۴       | ۹٫۱۳       | ۱۰٫۲۴      |
|     | ۲   | ۹٫۳۷       | ۹٫۴۴       | ۹٫۲۹       | ۸٫۹۶       | ۹٫۵۵       | ۸٫۴۱       | ۸٫۹۹       | ۸٫۵۳       | ۸٫۹۴       | ۸٫۶۳       | ۹٫۲۱       | ۹٫۶۲       | ۹٫۶۲       | ۹٫۸۶       | ۹٫۹۰       | ۱۰٫۱۲      | ۹٫۵۵       | ۹٫۴۲       | ۹٫۷۲       | ۸٫۴۰       | ۸٫۲۴       | ۸٫۱۲       |
|     | ۳   | ۷٫۵۱       | ۷٫۴۱       | ۷٫۲۹       | ۷٫۳۵       | ۷٫۴۴       | ۷٫۶۹       | ۸٫۰۰       | ۷٫۱۸       | ۷٫۸۷       | ۷٫۸۱       | ۷٫۳۵       | ۷٫۸۴       | ۷٫۴۰       | ن/م        | ن/م        | ن/م        | ن/م        | ن/م        | ن/م        | ن/م        | ن/م        | ن/م        |
|     | ۴   | ۶٫۵۳       | ۶٫۵۳       | ۶٫۳۶       | ۵٫۷۹       | ۵٫۸۴       | ۵٫۲۸       | ۵٫۳۷       | ۵٫۴۵       | ۵٫۲۳       | ۵٫۳۸       | ۵٫۵۲       | ۵٫۲۵       | ۵٫۸۴       | ۵٫۴۰       | ۵٫۳۷       | ۴٫۹۸       | ۳٫۳۴       | ۳٫۰۶       | ۳٫۲۰       | ۲٫۹۹       | ۳٫۳۲       | ۳٫۳۲       |
|     | ۵   | ۳٫۸۳       | ۳٫۱۸       | ۲٫۴۴       | ۲٫۷۵       | ۲٫۳۵       | ۲٫۳۷       | ۲٫۴۱       | ۱٫۹۰       | ۲٫۳۰       | ن/م        | ن/م        | ن/م        | ن/م        | ن/م        | ن/م        | ن/م        | ن/م        | ن/م        | ن/م        | ن/م        | ن/م        | ن/م        |